# Black Hawk (jogador de lacrosse)
Black Hawk foi um jogador de lacrosse canadense. Ele era membro da Mohawk Indians Lacrosse Team na qual conquistou a medalha de bronze nos Jogos Olímpicos de Verão de 1904 em Saint Louis.